# تفكيك مصفوفة
في الرياضيات وبالتحديد في الجبر الخطي، تفكيك مصفوفة (بالإنجليزية: matrix decomposition)‏ أو تعميل مصفوفة (بالإنجليزية: matrix factorization)‏ هو تعميل لمصفوفة إلى جداء عدد من المصفوفات.

## مثال
تفكيك المصفوفة {\displaystyle {\begin{bmatrix}5&1\\4&2\\\end{bmatrix}}} إلى جداء مصفوفتين هو:
{\displaystyle {\begin{bmatrix}1&0&2\\-1&3&1\\\end{bmatrix}}\times {\begin{bmatrix}3&1\\2&1\\1&0\\\end{bmatrix}}={\begin{bmatrix}5&1\\4&2\\\end{bmatrix}}}